# シャラ
シャラ(Shala)は、古代シュメールの穀物と思いやりの女神である。穀物と思いやりの象徴は、シュメール神話における農業の重要性と、豊富な収穫は神々の思いやりの結果であるという信仰を反映している。伝承では、豊穣の神ダゴンの妻、またはイシュクルとも呼ばれる嵐の神ハダドの妻とされる。古代の記述によると、彼女は双頭のメイスか、ライオンの頭が装飾されたシミターを持つとされる。また、1頭か2頭の雌ライオンの上で生まれたと描かれることもある。非常に早い時期から、シャラはおとめ座に関連付けられており、彼女に関連付けられた象徴性の痕跡は、文化ごとに神の名前が変わったとしても、手に持つ麦穂等の現在の星座の表現に残っている。
金星の山であるShala Monsは、彼女の名前に因んでいる。